# Канарекија (Пезаро и Урбино)
Канарекија је насеље у Италији у округу Пезаро и Урбино, региону Марке.
Према процени из 2011. у насељу је живело 72 становника. Насеље се налази на надморској висини од 93 м.